# 小行星2776
小行星2776（2776 Baikal）是一颗绕太阳运转的小行星，为主小行星带小行星。该小行星于1976年9月25日发现。
該小行星以俄羅斯的貝加爾湖命名。

## 轨道参数
小行星2776的轨道半长轴为2.3681587 UA，离心率为0.173。